# East Camden (Arkansas)
East Camden es un pueblo ubicado en el condado de Ouachita en el estado estadounidense de Arkansas. En el Censo de 2010 tenía una población de 931 habitantes y una densidad poblacional de 644,2 personas por km².

## Geografía
East Camden se encuentra ubicado en las coordenadas 33°36′31″N 92°44′32″O / 33.60861, -92.74222. Según la Oficina del Censo de los Estados Unidos, East Camden tiene una superficie total de 1.45 km², de la cual 1.45 km² corresponden a tierra firme y (0%) 0 km² es agua.

## Demografía
Según el censo de 2010, había 931 personas residiendo en East Camden. La densidad de población era de 644,2 hab./km². De los 931 habitantes, East Camden estaba compuesto por el 65.74% blancos, el 31.15% eran afroamericanos, el 0.21% eran amerindios, el 0.43% eran asiáticos, el 0% eran isleños del Pacífico, el 0.97% eran de otras razas y el 1.5% pertenecían a dos o más razas. Del total de la población el 2.69% eran hispanos o latinos de cualquier raza.